# 阔叶槭
阔叶槭（学名：Acer amplum）为无患子科槭属的植物，为中国的特有植物。分布在中国大陆的广东、安徽、贵州、四川、云南、浙江、湖北、湖南、江西等地，生长于海拔1,000米至2,000米的地区，多生在疏林中，目前尚未由人工引种栽培。

## 别名
高大槭（植物分类学报）、黄枝槭（中国树木分类学）

## 异名
- Acer amplum Rehd. var. convexum (Fang) Fang
- Acer amplum Rehd. var. jianshuiense Fang
- Acer amplum Rehd. var. tientaiense (Schneid) Rehd.
- Acer bodinieri var. convexum Fang